# Meistaradeildin (1969)
Meistaradeildin 1969 – 27. sezon pierwszej ligi piłki nożnej archipelagu Wysp Owczych. W rozgrywkach brało udział 5 zespołów, zwycięzcą został KÍ Klaksvík, zwycięzca poprzednich trzech sezonów.

## Uczestnicy
| Uczestnicy Meistaradeildin 1968                                                                               | Uczestnicy Meistaradeildin 1968 | Uczestnicy Meistaradeildin 1968 | Uczestnicy Meistaradeildin 1968 |
| --- | ------------------------------- | ------------------------------- | ------------------------------- |
| KÍ | KÍ Klaksvík                     | 1                               |                                 |
| B36 | B36 Tórshavn                    | 2                               |                                 |
| HB | HB Tórshavn                     | 3                               |                                 |
| VB | VB Vágur                        | 4                               |                                 |
| TB | TB Tvøroyri                     | 5                               |                                 |
| Oznaczenia: - kolumna pierwsza – skróty nazw drużyn, - kolumna trzecia – miejsce zajęte w poprzednim sezonie. |                                 |                                 |                                 |

## Rozgrywki

### Tabela ligowa
| Lp. | Drużyna         | M | Z | R | P | Bramki | Bramki | Różn. | Pkt | Uwagi |
| --- | --------------- | - | - | - | - | ------ | ------ | ----- | --- | ----- |
| 1   | KÍ Klaksvík (M) | 8 | 8 | 0 | 0 | 25     | 12     | +13   | 16  |       |
| 2   | HB Tórshavn     | 8 | 6 | 0 | 2 | 32     | 13     | +19   | 12  |       |
| 3   | TB Tvøroyri     | 8 | 2 | 1 | 5 | 12     | 18     | −6    | 5   |       |
| 4   | B36 Tórshavn    | 8 | 2 | 0 | 6 | 12     | 19     | −7    | 4   |       |
| 5   | VB Vágur        | 8 | 1 | 1 | 6 | 8      | 27     | −19   | 3   |       |

### Wyniki spotkań
| Gospodarz \ Gość | B36 | HB  | KÍ  | TB  | VB  |
| B36 Tórshavn     |     | 1:4 | 1:2 | 1:0 | 5:1 |
| HB Tórshavn      | 2:1 |     | 2:4 | 5:1 | 6:0 |
| KÍ Klaksvík      | 3:1 | 0:1 |     | 4:1 | 3:1 |
| TB Tvøroyri      | 4:1 | 1:3 | 1:2 |     | 3:1 |
| VB Vágur         | 2:0 | 1:7 | 1:2 | 1:1 |     |

Aktualne na 27 czerwca 2012. Źródło: FaroeSoccer.com
Objaśnienia:
1Drużyna gospodarzy jest wymieniona po lewej stronie tabeli.
Kolory: zielony – zwycięstwo gospodarzy, żółty – remis, różowy – zwycięstwo gości.